# Talking Book
Pour les articles homonymes, voir Talking Book (homonymie).
Albums de Stevie Wonder
Music of My Mind
(1972) Innervisions
(1973)
Talking Book est le 15e album studio de Stevie Wonder sorti en 1972. Il contient deux grands succès : You Are the Sunshine of My Life et Superstition.
Stevie Wonder a remporté deux Grammy Awards en 1973 avec la chanson Superstition, soit (meilleure performance vocale Rhythm and Blues masculine et meilleure chanson de Rhythm and Blues). L'album a été désigné 90e meilleur album de tous les temps par le magazine Rolling Stone en 2003.

## Titres
Toutes les chansons sont composées (sauf mention contraire), arrangées et produites par Stevie Wonder:
| 1.    | You Are the Sunshine of My Life                    | Wonder                | 2:58 |
| 2.    | Maybe Your Baby                                    | Wonder                | 6:51 |
| 3.    | You and I                                          | Wonder                | 4:39 |
| 4.    | Tuesday Heartbreak                                 | Wonder                | 3:02 |
| 5.    | You've Got It Bad Girl                             | Wonder/Yvonne Wright  | 4:56 |
| 6.    | Superstition                                       | Wonder                | 4:26 |
| 7.    | Big Brother                                        | Wonder                | 3:34 |
| 8.    | Blame It on the Sun                                | Wonder/Syreeta Wright | 3:26 |
| 9.    | Lookin' for Another Pure Love                      | Wonder/S.Wright       | 4:44 |
| 10.   | I Believe (When I Fall in Love It Will Be Forever) | Wonder                | 4:51 |
| 43:31 |                                                    |                       |      |

## Musiciens
- Stevie Wonder : Chant, piano acoustique, piano électrique Fender Rhodes, clavinet Hohner, synthétiseur T.O.N.T.O., Moog Basse, clavecin, harmonica, batterie, percussions
- Jeff Beck : guitare sur Lookin' for Another Pure Love
- Howard "Buzz" Feiten : guitare sur Lookin' for Another Pure Love
- Ray Parker Jr. : guitare sur Maybe Your Baby
- Scott Edwards : basse sur 'You Are the Sunshine of My Life
- David Sanborn : saxophone alto sur Tuesday Heartbreak
- Trevor Laurence : saxophone ténor sur Superstition
- Steve Madaio : trompette sur Superstition
- Malcolm Cecil : programmation des synthétiseurs, production
- Daniel Ben Zebulon : congas
- Jim Gilstrap, Lani Groves, Loris Harvin, Gloria Barley, Shirley Brewer, Deniece Williams, Debra Wilson: chœurs